# Ludovít
Ludovít nebo též Ludevít (slovensky Ľudovít) je mužské křestní jméno germánského původu. Vzniklo ze slovenské podoby germánského jména Ludvík, které znamená slavný bojovník. Svátek spolu s tímto jménem slaví dne 19. srpna.

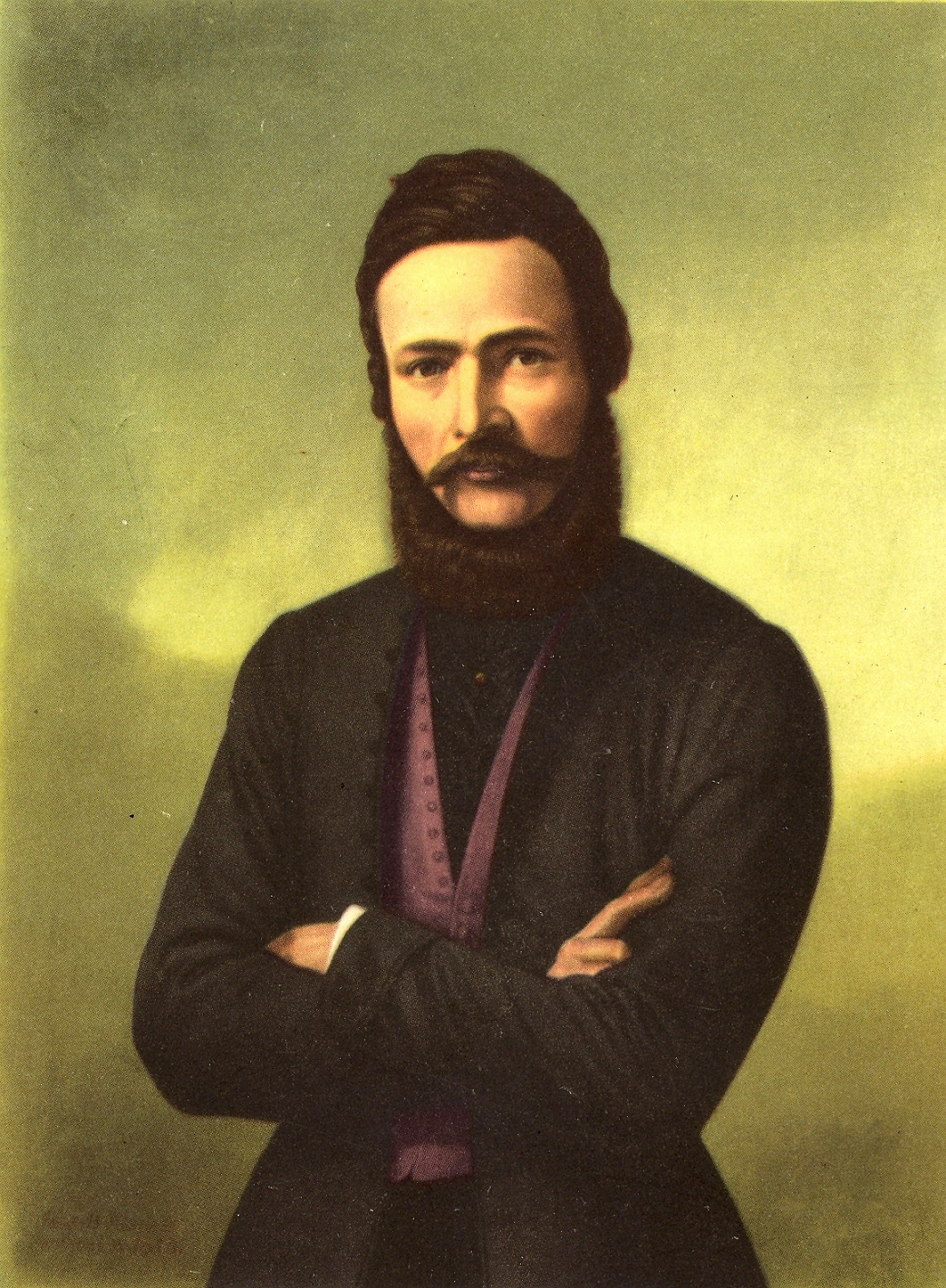
Ludovit Stur

## Domácké podoby
Mezi domácké podoby jména Ludovít patří Luděk, Luďa, Ludíček, Luďoušek, Ludovítek, Vít, Vítek apod.

## Významné osobnosti
- Ľudovít Fulla – slovenský malíř a grafik
- Ľudovít Greššo – slovenský herec
- Ludevít Grmela – československý fotbalista
- Ludovít Huščava – československý fotbalista
- Ľudovít Koiš – slovenský fotbalista
- Ľudovít Labaj – československý politik
- Ľudovít Medvecký – československý politik
- Ľudovít Ódor – slovenský politik
- Ľudovít Štúr – představitel slovenského národního obrození
- Ľudovít Vajdička – slovenský evangelický farář